# Byssonectria obducens
Byssonectria obducens är en svampart som beskrevs av P. Karst. 1881. Byssonectria obducens ingår i släktet Byssonectria och familjen Pyronemataceae.   Inga underarter finns listade i Catalogue of Life.